# Al Khawr
Al Khawr est l'une des 10 subdivisions du Qatar. Elle est située au Nord-Est du pays, à 40 km de Doha.
À la suite de la réforme de 2004 concernant l'organisation territoriale du pays et réduisant le nombre de subdivisions à sept, Al Khawr a fusionné avec Al Ghuwariyah.  Par conséquent, sa superficie a grimpé à 1 551 km2.  En 2010, 193 983 personnes y vivaient, soit une densité de 125 habitants par km2.
La petite ville, de presque 40 000 habitants, garde le souvenir de son passé perlier. La corniche regroupe un petit musée, archéologique et ethnographique, plusieurs tours de garde. Les mangroves permettent l'observation des oiseaux.